# Anolis poncensis
Anolis poncensis este o specie de șopârle din genul Anolis, familia Polychrotidae, descrisă de Stejneger 1904. Conform Catalogue of Life specia Anolis poncensis nu are subspecii cunoscute.